# Tiitu Takalo
Tiitu Takalo est une autrice de bande dessinée et illustratrice féministe finlandaise née en 1976. En France, elle est connue pour Moi, Mikko et Annikki.

## Biographie
Tiitu Takalo obtient un diplôme en beaux-arts à l'Université des sciences appliquées de Tampere.
En 2020 paraît en français Moi, Mikko et Annikki (Rue de l'échiquier) ; l'album a reçu le prix Finlandia de la bande dessinée en 2015. L'album remporte le grand prix Artémisia en 2021.

## Œuvres
- Tyhmä tyttö, Suuri Kurpitsa 2004  (ISBN 978-952-9887-42-2)
- Kehä, Suuri kurpitsa, 2007  (ISBN 978-952-9887-50-7)
- Jää, recueil, Suuri Kurpitsa, 2008  (ISBN 978-952-9887-54-5)
- Tuuli ja myrsky, Suuri Kurpitsa, 2009  (ISBN 978-952-9887-61-3)
- Netta, 2005-2008
- Minä, Mikko ja Annikki, Suuri Kurpitsa, 2014  (ISBN 978-952-9887-88-0)
- Memento Mori, WSOY, 2020  (ISBN 978-951-0447-48-2)
- Rakkaus on köyhän rikkaus : Kootut sarjakuvanovellit, Suuri Kurpitsa, 2021.   (ISBN 978-952-7160-43-5)
- Polkimilla - nyt, ennen ja tulevaisuudessa, Suuri Kurpitsa, 2023  (ISBN 978-952-7160-64-0)

### En français
- Moi, Mikko et Annikki, Rue de l'échiquier, 2020  (ISBN 978-2-374-25194-3)
- Memento mori , Sarbacane, 2021  (ISBN 978-237-7316-15-1)

## Prix et distinctions
- 2015 : prix Finlandia de la bande dessinée 2014 pour Moi, Mikko et Annikki[4] ;
- 2021 : 
  -  grand prix Artémisia pour Moi, Mikko et Annikki ;
  - prix national d'art narratif, pour l'ensemble ed son œuvre.